# District de Kako
Le district de Kako (加古郡, Kako-gun) est un district de la préfecture de Hyōgo au Japon.
Au 1er octobre 2014, sa population était de 64 659 habitants pour une superficie de 44,05 km2.

## Communes du district
- Harima
- Inami